# Ein besonderes Paar
Ein besonderes Paar ist eine deutsche Fernsehserie, die 1992 vom ZDF produziert wurde. Die Regie führte Helmut Förnbacher.
Es ist eine Familienserie in zwölf Episoden: Jurist Albert (Klausjürgen Wussow) und Innenarchitektin Johanna (Gila von Weitershausen) werden trotz unüberwindbarer Gegensätze ein Paar. Dann beginnen weitere Probleme, vor allem mit Alberts Tochter Sonja (Susanne Evers) und Johannas Sohn Ingo (Ulrich Wesselmann).